# Liste der litauischen Meister im Skispringen
Die Liste der litauischen Meister im Skispringen listet alle bekannten Sieger bei litauischen Meisterschaften im Skispringen auf.

## Wettbewerbe

### Herren Winter
Die Wettbewerbe wurden von 1962 bis 1969 als nationale Meisterschaften der litauischen SSR auf der Trasa-Schanze (K50) in Ignalina ausgetragen. Der mindestens zweifache Sieger Zbigniew Kiwert ist bis heute litauischer Rekordhalter und erfolgreichster Skispringer Litauens.
| Jahr | Austragungsort | Disziplin | Sieger            | Vize            | Dritter          |
| ---- | -------------- | --------- | ----------------- | --------------- | ---------------- |
| 1958 | Ignalina       | Einzel    | NB                | NB              | Zbigniew Kiwert  |
| 1962 | Ignalina       | Einzel    | Zbigniew Kiwert   | NB              | NB               |
| 1964 | Ignalina       | Einzel    | NB                | Zbigniew Kiwert | Kazimierz Kiwert |
| 1966 | Ignalina       | Einzel    | Romas Suslavičius | Zbigniew Kiwert | Kazimierz Kiwert |
| 1968 | Ignalina       | Einzel    | Zbigniew Kiwert   | NB              | NB               |

NB steht für nicht bekannt

### Statistik
|    | Athlet          | Siege |
| -- | --------------- | ----- |
| 1. | Zbigniew Kiwert | 2     |